# Béré (Ciad)
Béré   è un comune del Ciad situato nel dipartimento di Tandjilé Centrale, provincia di Tandjilé.
È il capoluogo del dipartimento.